# Anja Heuß
Anja Heuß (* 3. März 1964 in Baden-Baden) ist eine deutsche Historikerin. Sie beschäftigt sich unter anderem mit dem Thema NS-Raubkunst.

## Leben
Heuß studierte Germanistik, Philosophie und Filmwissenschaften in Frankfurt am Main. Ab 1992 war sie zeitweise für die Jewish Claims Conference tätig. 1997 beschäftigte sie sich in einer Forschungsarbeit mit den Kunstgegenständen, die durch die Sowjetregierung nach der Oktoberrevolution beschlagnahmt, Mitte der 1920er Jahre von der Stalin-Regierung durch Berliner Auktionshäusern versteigert und deren Rückgabe (Restitution) an die enteigneten Eigentümer vom Kammergericht abgelehnt wurde. 1998 war sie die erste Forscherin, die den Einfluss der Reichskulturkammer auf die Arisierung des deutschen Kunsthandels darstellte.
Heuß wurde im Jahr 1999 an der Universität Frankfurt am Main mit einer Arbeit zum Kunst- und Kulturgutraub der Nationalsozialisten in Frankreich und der Sowjetunion zur Dr. phil. promoviert. Für die Unabhängige Expertenkommission Schweiz – Zweiter Weltkrieg war sie am Bergier-Bericht beteiligt.
Zwischen 2001 und 2006 war sie als Historikerin und Provinienzforscherin bei der Oberfinanzdirektion Berlin beschäftigt und unter anderem für die Kunstwerke aus den Sammlungen Hitlers und Görings, die heute im Bundesbesitz sind, zuständig. Heuß war 2005/06 als Gastwissenschaftlerin an der Universität Bielefeld aktiv und war von 2009 bis 2014 am Württembergischen Landesmuseum und an der Staatsgalerie Stuttgart in der Provenienzforschung tätig. Seit 2019 ist sie als Provenienzforscherin im Freien Deutschen Hochstift – Goethemuseum in Frankfurt tätig.

## Schriften
- Stalins Auktionen in Berlin. In: Sedimente 2, Mitteilungen zur Geschichte des Kunsthandels, Bonn, 1997, S. 85–94.
- Die Reichskulturkammer und die Steuerung des Kunsthandels im Dritten Reich. In: Sedimente 3, Mitteilungen zur Geschichte des Kunsthandels, Bonn, 1998, S. 49–62.
- Kunst- und Kulturgutraub. Eine vergleichende Studie zur Besatzungspolitik der Nationalsozialisten in Frankreich und der Sowjetunion. Winter, Heidelberg 2000, ISBN 3-8253-0994-0 (zugleich Dissertation, Universität Frankfurt am Main 1999).
- mit Esther Tisa Francini und Georg Kreis: Fluchtgut – Raubgut. Der Transfer von Kulturgütern in und über die Schweiz 1933–1945 und die Frage der Restitution (= Veröffentlichungen der Unabhängigen Expertenkommission Schweiz – Zweiter Weltkrieg, Band 1). Chronos, Zürich 2001, ISBN 3-0340-0601-2.
- Provenienzgeschichte. In: Maria Eichhorn: Restitutionspolitik. Politics of Restitution, hrsg. von der Städtischen Galerie im Lenbachhaus, Ausstellungs-Katalog, München 2003.
- Die Sammlung Max Silberberg in Breslau. In: Andrea Pophanken, Felix Billeter: Die Moderne und ihre Sammler. Französische Kunst in deutschem Privatbesitz vom Kaiserreich zur Weimarer Republik. Akademie-Verlag, Berlin 2001, ISBN 3-05-003546-3, S. 311–325.
- Der Tintoretto: ein Einzelfall?. In: Horst Keßler: Karl Haberstock. Umstrittener Kunsthändler und Mäzen. Hrsg. von Christof Trepesch, mit Beiträgen von Anja Heuß, Ute Haug und Christof Trepesch. Deutscher Kunstverlag, München/Berlin 2008, ISBN 978-3-422-06779-0, S. 56ff.
- Die Sammlung Littmann und die Aktion „Entartete Kunst“. In: Inka Bertz, Michael Dorrmann (Hrsg.): Raubkunst und Restitution. Kulturgut aus jüdischem Besitz von 1933 bis heute. Herausgegeben im Auftrag des Jüdischen Museums Berlin und des Jüdischen Museums Frankfurt am Main, Frankfurt am Main, 2008, ISBN 978-3-8353-0361-4, S. 69 ff.